# 四谷の千枚田

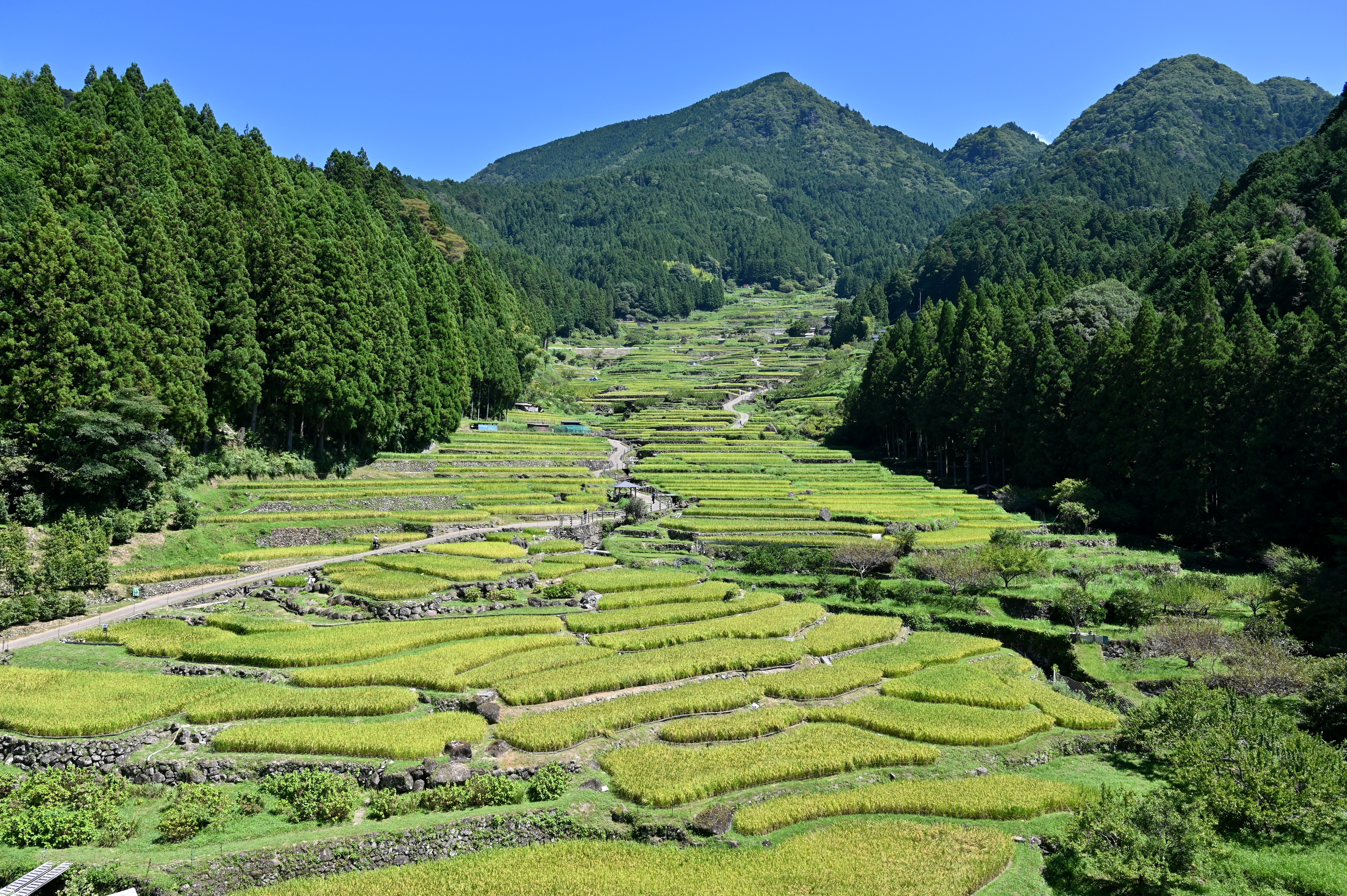
四谷の千枚田（2021年8月）

四谷の千枚田（よつやのせんまいだ）は、愛知県新城市四谷230にある棚田。日本の棚田百選、つなぐ棚田遺産。

## 地理
標高883メートルの鞍掛山の南西斜面にあり、標高420メートル地点から標高220メートル地点まで標高差200メートルに及ぶ。鞍掛山の中腹からの湧き水によって、2024年（令和6年）時点で22戸の農家が420枚の田を耕作している。
棚田は動植物にとっても貴重な生息空間であり、モリアオガエルの卵も見ることができる。

## 歴史

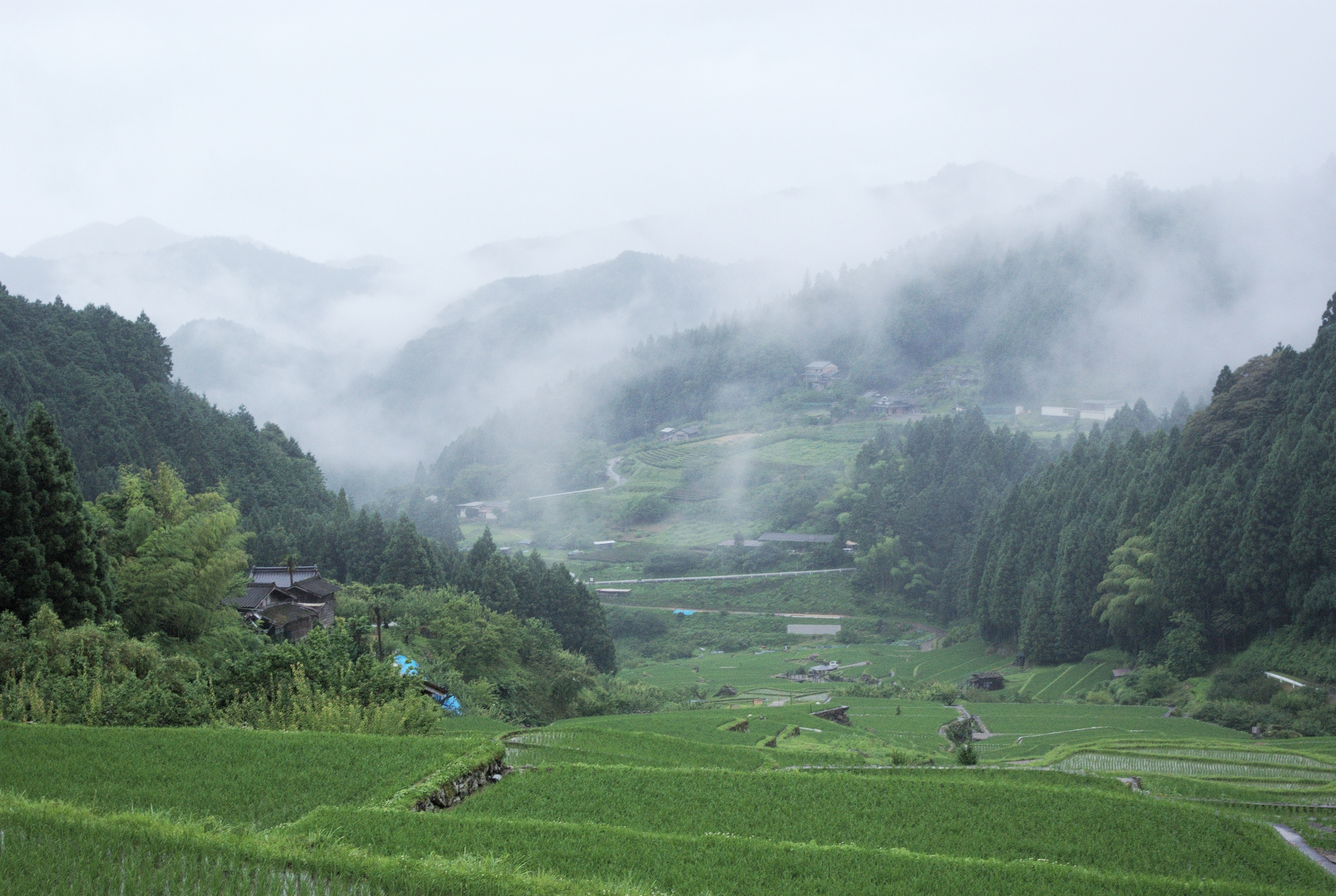
上部から見た四谷の千枚田

四谷の千枚田は約400年前に開墾されたもので、最盛期には1296枚あったとされる。
1904年（明治37年）7月10日、梅雨の長雨と台風の影響で鞍掛山に隣接する貧乏山の山崩れ（大代の山崩れ）が起き、死者11名・家屋流失10戸という惨事を引き起こした。近隣集落の支援もあって、5年後にはより堅固な石組みで棚田が復興された。四谷地区には山崩遭難供養塔が建立されている。
1996年（平成8年）には四谷の千枚田の保存運動を行う団体として鞍掛山麓千枚田保存会が設立された。鳳来町立連谷小学校への出前授業、田植え体験、稲刈り体験、生き物観察会などを実施している。2009年度（平成21年度）には鞍掛山麓千枚田保存会が田園自然再生活動コンクールで農林水産大臣賞を受賞した。
1999年（平成11年）には農林水産省によって「日本の棚田百選」に選定された。2005年（平成17年）9月2日と9月3日には四谷の千枚田がある南設楽郡鳳来町で第11回棚田サミットが開催され、2日間で全国から延べ1078人の棚田関係者が参加、四谷の千枚田の見学会なども開催された。
2022年（令和4年）には農林水産省によって「つなぐ棚田遺産」に選定された。2023年（令和5年）9月30日をもって、新城市民病院や本長篠駅と四谷千枚田口を結ぶ豊鉄バスの四谷千枚田新城線が運行を休止した。

## 交通アクセス
車
- 新東名高速道路新城インターチェンジから18.5km
- 東名高速道路豊川インターチェンジから33.5km
- 三遠南信自動車道鳳来峡インターチェンジから28km
- 四谷地区には20台分の駐車場がある[7]。

公共交通機関
- JR飯田線本長篠駅から豊鉄バス田口線で「滝上」バス停下車後徒歩40分[3]。

## 近在の観光スポット
- 山びこの丘
- 川売の梅（かおれのうめ） - 新城市川売地区の梅園。2月中旬から3月中旬にかけて梅花まつりがある。